# Parkinsonia
Parkinsonia es un género de plantas que agrupa una decena de especies perteneciente a la familia Fabaceae, nativas de regiones semidesérticas de África y de América. 

## Descripción
Son arbustos o árboles, espinosos o no y que alcanzan 5-12m de altura. Las hojas son bruscamente bipinnadas con el raquis de las 2-4 pinnas muy aplanados y largos, con estípulas espinescentes y foliolos pequeños y numerosos, opuestos o alternos. Las flores son hermafroditas, con 5 sépalos, ligeramente desiguales, y 5 pétalos amarillos o blanquecinos.  Hay 10 estambres, libres, no exertos, con los filamentos vellosos en sus bases. El fruto es una legumbre torulosa, más o menos indehiscente, coriácea, con semillas oblongas con endospermo, de hilo pequeño, subapical.

## Taxonomía
El género fue descrito por Carlos Linneo y publicado en Species Plantarum, vol. 1, p. 375 en 1753.
Etimología
Parkinsonia: nombre genérico otorgado en honor del botánico inglés John Parkinson (1567–1650).

### Especies aceptadas
África
- Parkinsonia africana Sond. ; Botsuana, Namibia, Sudáfrica
- Parkinsonia anacantha Brenan; Kenia
- Parkinsonia raimondoi Brenan; Somalia
- Parkinsonia scioana (Chiov.) Brenan; Yibuti, Etiopía, Somalia, Kenia

América
- Parkinsonia aculeata L.; Sur de EE. UU., norte de México, hasta Uruguay y las Islas Galápagos
- Parkinsonia carterae Hawkins; México, Ecuador
- Parkinsonia praecox (Ruiz & Pav.) Hawkins; Sur de EE. UU., norte de México, y gran parte de Argentina
- Parkinsonia peruviana C.E.Hughes, Daza & Hawkins; Perú
- Parkinsonia florida Yetman, D.; Van Devender, T.; México
- Parkinsonia microphylla Yetman, D.; Van Devender, T.;Norte de México y sur de EE. UU.
- Parkinsonia spinosa Kunth; Sudamérica

## Nombre vernáculo
Varias de las especies de América tienen como nombre común palo verde, en referencia a sus troncos, ramas y ráquises de las pinnas verdes capaces de fotosíntesis después de la caída de los folíolos.
En Uruguay se le da el nombre común de "cina-cina" a la especie *Parkinsonia aculeata L..
Nombres en lengua Mayo (Sonora y Sinaloa):
1. Bacaporo, Huacaporo, Wakaporo = Parkinsonia aculeata.
2. Choij, choix = Parkinsonia praecox (De aquí toma su nombre el municipio de Choix, Sinaloa)
3. Käro = Parkinsonia florida (de aquí toma su nombre la comunidad de El Caro, Huatabampo, Sonora)

En general, en Sonora llaman "Palo Verde" a P. praecox y a P. florida porque la gente común no sabe distinguirlos, y por su evidente color del tronco y ramas.